# Cristoforo Moro
Cristoforo Moro (Venezia, 1390 – Venezia, 9 novembre 1471) fu il 67º doge della Repubblica di Venezia dal 12 maggio 1462 alla morte.

## Biografia
Figlio unico di Lorenzo Moro, si sposò con Cristina Sanudo da cui ebbe un solo figlio, premortogli.
Fece una buona carriera sia in ambito amministrativo che militare, pur senza mai distinguersi davvero.
Diversamente da uno dei dogi suoi predecessori, Andrea Contarini, aveva convinto una monaca a tornare in convento dopo che era scappata per suo amore.
Amico di importanti e colti frati, coltivò sempre rapporti amichevoli con il papato.

## Dogato
Eletto più perché era il rappresentante delle famiglie in contrasto con Marco Foscari, fratello del doge Francesco Foscari, che per veri meriti, cercò subito di rendersi attivo a favore della chiesa.
Nel 1463 rinverdì l'invito di Pio II ad un crociata, invito fatto una prima volta nel 1459, e convinse il senato ad inviare una flotta; il problema nacque quando i senatori proposero lui come capo.
Il doge prima cercò di tirarsi indietro poi, costretto dai vertici governativi, accettò a malincuore.
Per sua fortuna, quando la flotta si formò nell'agosto 1464, Pio II era appena morto e tutto venne lasciato cadere.
In quegli anni i turchi cominciarono ad insidiare i possessi veneziani, iniziando la prima lunga e dura guerra veneto-turca (1463 - 1479).
La tensione prese a salire così come la ferocia della guerra finché nel luglio 1470 i turchi sbarcarono a Negroponte (l'odierna Eubea) conquistando l'isola senza incontrare grande resistenza. Una riconquista dell'isola fu tentata da Girolamo Longo e Giovanni Tron, ma il tentativo fallì e i due comandanti furono barbaramente impalati.
I colpevoli vennero puniti con pene miti visto che la colpa era soprattutto collettiva: la guerra doveva esser condotta con più energia anche se le proporzioni delle forze in campo non lasciavano scampo alla Repubblica lagunare. Alcuni, scontenti dell'operato del governo, si lasciarono andare a calunnie verso il doge, visto come l'unico responsabile.
Il comando della flotta veneziana passò a Pietro Mocenigo, futuro doge, che però, vista la limitatezza dei mezzi, poté solo permettersi di fare piccole incursioni.
Senza che la situazione migliorasse, Cristoforo Moro spirò il 9 novembre 1471 tra l'indifferenza del popolo, lasciando tutti i propri beni ad istituti religiosi.